# Umjetnička organizacija
Umjetnička organizacija je neprofitna pravna osoba koju osnivaju samostalni umjetnici u Republici Hrvatskoj. Umjetnička organizacija može obavljati samo umjetničku djelatnost za koju je registrirana.
Samostalni umjetnici su umjetnici izvan radnog odnosa kojima je umjetničko stvaralaštvo i djelovanje jedino i glavno zanimanje. 
Kao područja umjetničkog stvaralaštva smatraju se književno, književno-prijevodno, kazališno, filmsko, glazbeno, glazbeno-scensko, baletno, plesno, likovno i primijenjeno likovno, umjetničko oblikovanje, umjetnička fotografija, multimedijalno stvaralaštvo i sl.
Nadzor nad umjetničkim organizacijama obavljaju njezini članovi, Ministarstvo kulture i medija, središnji ured uprave te nadležni županijski ured.
Prije Republike Hrvatske, u Jugoslaviji su se ovakve organizacije nazivale radnim zajednicama samostalnih umjetnika.

## Osnivanje umjetničke organizacije
Umjetničku organizaciju mogu osnovati najmanje dva samostalna umjetnika i imaju potvrdu ovlaštene strukovne udruge.
Postupak osnivanja reguliran je Zakonom o pravima samostalnih umjetnika i poticanju kulturnog i umjetničkog stvaralaštva. Umjetnička organizacija stječe pravnu osobnost i počinje s radom upisom u Registar umjetničkih organizacija pri Ministarstvu kulture i medija koje donosi rješenje o upisu u Registar na zahtjev osnivača.

## Registar umjetničkih organizacija
U Republici Hrvatskoj javno je dostupan Registar umjetničkih organizacija te njihov abecedni popis (Imenik). Zahtjev za upis u Registar podnosi osnivač umjetničke organizacije. U Hrvatskoj je do 20. srpnja 2022. godine registrirano 516 umjetničkih organizacija, od kojih je 376 registrirano u Zagrebu.